# Jessica Jislová
Jessica Jislová (* 28. Juli 1994 in Jablonec nad Nisou) ist eine tschechische Biathletin.

## Karriere
Jessica Jislová nahm 2011 im Rahmen der Juniorenweltmeisterschaften erstmals an internationalen Wettkämpfen teil, erreichte aber keine Top-Ten-Platzierung. Bei den Juniorenweltmeisterschaften im nächsten Jahr in Kontiolahti schnitt sie besser ab. Im Sprint wurde sie Siebte und verbesserte sich in der Verfolgung auf einen vierten Platz. Bei den Sommerbiathlon-Weltmeisterschaften desselben Jahres gewann sie mit Mixedstaffel im Juniorenrennen die Bronzemedaille. Dieses Ergebnis konnte 2013 auf die Silbermedaille und 2014 auf die Goldmedaille verbessert werden. Bei diesen Sommerbiathlon-Weltmeisterschaften erreichte sie zudem im Sprint den fünften Platz und den dritten Platz im anschließenden Verfolgungsrennen der Junioren.
Jislová startete 2013 erstmals bei den Rennen des IBU-Cups in Obertilliach und nach dem Jahreswechsel im Biathlon-Weltcup 2013/14 in Oberhof. In der Saison 2015/16 startete sie regelmäßig im IBU-Cup und erreichte den 19. Platz in der Gesamtwertung. 2016 nahm sie wieder an Rennen des Biathlon-Weltcups teil und erzielte mit einem 34. Platz im Sprint in Canmore ihre ersten Weltcuppunkte. Bei den anschließenden Weltmeisterschaften in Oslo wurde sie mit der Staffel Sechste, während sie im Sprint und der Verfolgung die Punkteränge knapp verfehlte. In der Saison 2016/17 stand Jessica Jislová erstmals auf dem Podest, sie erreichte in Pyeongchang den dritten Platz mit Eva Puskarčíková, Lucie Charvátová und Gabriela Koukalová im Staffelrennen.
In die Saison 2017/18 startete Jislová mit einem zehnten Platz in Single-Mixed-Staffel in Östersund. Im ersten Einzelrennen der Saison, dem Einzel wurde sie 61., nach einem 91. Platz im Sprint qualifizierte sie sich auch nicht für die Verfolgung. In Hochfilzen verpasste sie mit einem 61. Platz im Sprint die Verfolgung knapp. In Annecy konnte sie dann ihre ersten Weltcuppunkte seit dem Sprint in Canmore 2016 erreichen. Sie wurde im Sprint 24. und der Verfolgung erreichte sie den 40. Rang. In Antholz erreichte sie mit einem 15. Platz im Sprint ihre beste Platzierung bis dahin im Weltcup und erreichte auch im Sprint mit einem 32. Platz die Punkteränge.
Bei den Olympischen Winterspielen 2018 in Pyeongchang erreichte sie sowohl im Sprint als auch in der Verfolgung den 23. Platz. Mit der Staffel wurde sie Zwölfte.
Beim Weltcup in Kontiolahti konnte sie mit einem 22. Platz erneut ein Ergebnis in den Punkteränge erreichen. In der Gesamtwertung erreichte sie den 51. Rang und in der Sprintwertung den 45. Rang.

## Statistik

### Biathlon-Weltcup-Platzierungen
Die Tabelle zeigt alle Platzierungen (je nach Austragungsjahr einschließlich Olympische Spiele und Weltmeisterschaften).
- 1.–3. Platz: Anzahl der Podiumsplatzierungen
- Top 10: Anzahl der Platzierungen unter den ersten zehn (einschließlich Podium)
- Punkteränge: Anzahl der Platzierungen innerhalb der Punkteränge (einschließlich Podium und Top 10)
- Starts: Anzahl gelaufener Rennen in der jeweiligen Disziplin
- Staffel: inklusive Mixed- und Single-Mixed-Staffeln

| Platzierung               | Einzel | Sprint | Verfolgung | Massenstart | Staffel | Gesamt |
| ------------------------- | ------ | ------ | ---------- | ----------- | ------- | ------ |
| 1. Platz                  |        |        |            |             |         |        |
| 2. Platz                  |        |        |            |             |         |        |
| 3. Platz                  |        |        |            |             | 1       | 1      |
| Top 10                    |        |        |            |             | 8       | 8      |
| Punkteränge               |        | 4      | 2          |             | 10      | 16     |
| Starts                    | 3      | 19     | 6          |             | 10      | 38     |
| Stand: Saisonende 2017/18 |        |        |            |             |         |        |

### Olympische Winterspiele
Ergebnisse bei Olympischen Winterspielen:
|                                             | Einzelwettbewerbe | Einzelwettbewerbe | Einzelwettbewerbe | Einzelwettbewerbe | Staffelwettbewerbe | Staffelwettbewerbe |
| Sprint                                      | Verfolgung        | Einzel            | Massenstart       | Damenstaffel      | Mixedstaffel       |                    |
| ------------------------------------------- | ----------------- | ----------------- | ----------------- | ----------------- | ------------------ | ------------------ |
| Olympische Winterspiele 2018 \| Pyeongchang | 23.               | 23.               | 72.               | –                 | 12.                | –                  |
| Olympische Winterspiele 2022 \| Peking      | 31.               | 35.               | 27.               | –                 | 8.                 | 12.                |

### Biathlon-Weltmeisterschaften
| Weltmeisterschaft | Weltmeisterschaft | Einzelwettbewerbe | Einzelwettbewerbe | Einzelwettbewerbe | Einzelwettbewerbe | Staffelwettbewerbe | Staffelwettbewerbe |
| Jahr              | Ort               | Einzel            | Sprint            | Verfolgung        | Massenstart       | Damenstaffel       | Mixedstaffel       |
| ----------------- | ----------------- | ----------------- | ----------------- | ----------------- | ----------------- | ------------------ | ------------------ |
| 2016              | Oslo              | –                 | 41.               | 48.               | –                 | 6.                 | –                  |
| 2017              | Hochfilzen        | –                 | –                 | –                 | –                 | 4.                 | –                  |

### Biathlon-Europameisterschaften
| Europameisterschaft | Europameisterschaft | Einzelwettbewerbe | Einzelwettbewerbe | Einzelwettbewerbe | Einzelwettbewerbe | Staffelwettbewerbe | Staffelwettbewerbe   |
| Jahr                | Ort                 | Einzel            | Sprint            | Verfolgung        | Massenstart       | Mixedstaffel       | Single-Mixed-Staffel |
| ------------------- | ------------------- | ----------------- | ----------------- | ----------------- | ----------------- | ------------------ | -------------------- |
| 2016                | Tjumen              | Nicht Ausgetragen | 27.               | 27.               | 6.                | 11.                | –                    |
| 2017                | Duszniki-Zdrój      | 33.               | 30.               | 38.               | Nicht Ausgetragen | 5.                 | –                    |

### Juniorenweltmeisterschaften
| Weltmeisterschaft | Weltmeisterschaft | Einzel | Sprint | Verfolgung | Staffel |
| Jahr              | Ort               | Einzel | Sprint | Verfolgung | Staffel |
| ----------------- | ----------------- | ------ | ------ | ---------- | ------- |
| 2011              | Nové Město        | 26.    | 16.    | 38.        | 12.     |
| 2012              | Kontiolahti       | 61.    | 7.     | 4.         | 12.     |
| 2013              | Obertilliach      | –      | 40.    | DNS        | –       |
| 2014              | Presque Isle      | 39.    | 37.    | 32.        | 8.      |
| 2015              | Minsk             | 16.    | 21.    | 17.        | 10.     |